# Gifton Noel-Williams
Gifton Noel-Williams es un futbolista inglés con demarcación de delantero.

## Biografía
Se formó en las categorías inferiores del Watford FC y debutó con el primer equipo senior el 1 de agosto de 1996. En sus tres primeras temporadas en el club se defendió con soltura, llegando a ser el máximo goleador de su equipo en la temporada

## Etapa en España
En enero de 2007 ficha por el Real Murcia de España por aproximadamente 70.000 €. Con el club murciano jugaría tan solo 286 minutos siendo dos veces titular a final de temporada, con el objetivo del ascenso resuelto. No obstante consiguió anotar 4 goles, algunos decisivos como el que dio la victoria frente al Málaga CF por 1-0. Al finalizar la temporada firma por el Elche CF.

## Trayectoria
| Club                      | País           | Año       |
| ------------------------- | -------------- | --------- |
| Watford FC                | Inglaterra     | 1996-2003 |
| Stoke City FC             | Inglaterra     | 2003-2005 |
| Burnley FC                | Inglaterra     | 2005-2006 |
| Brighton & Hove Albion FC | Inglaterra     | 2006      |
| Burnley FC                | Inglaterra     | 2006-2007 |
| Real Murcia               | España         | 2007      |
| Elche CF                  | España         | 2007-2008 |
| Millwall FC               | Inglaterra     | 2008      |
| Yeovil Town FC            | Inglaterra     | 2008      |
| Austin Aztex              | Estados Unidos | 2009      |
| DFW Tornados              | Estados Unidos | 2010      |
| Codicote                  | Inglaterra     | 2017-2018 |

- Datos: Q728503
- Multimedia: Gifton Noel-Williams / Q728503